# 南三陸さんさん商店街
南三陸さんさん商店街（みなみさんりくさんさんしょうてんがい、英称：Minamisanriku Sun Sun Shopping Village）は宮城県本吉郡南三陸町志津川にある商店街である。
東日本大震災で大きな被害を受けた志津川地区の事業者が集まり、2012年に仮設商店街として開設後、2017年に本設商店街に移行。28店（仮設時代は32店）が軒を連ねている。週末には商店街中央のフードコート特設ステージにて、様々な催しが開催される。
仮設時代の2013年（平成25年）度には、経済産業省の「がんばる商店街30選」に選定された。
2022年10月には隣接する敷地に道の駅さんさん南三陸が開業し、同時に当商店街もこの道の駅を構成する施設の一つとなった。

## 沿革

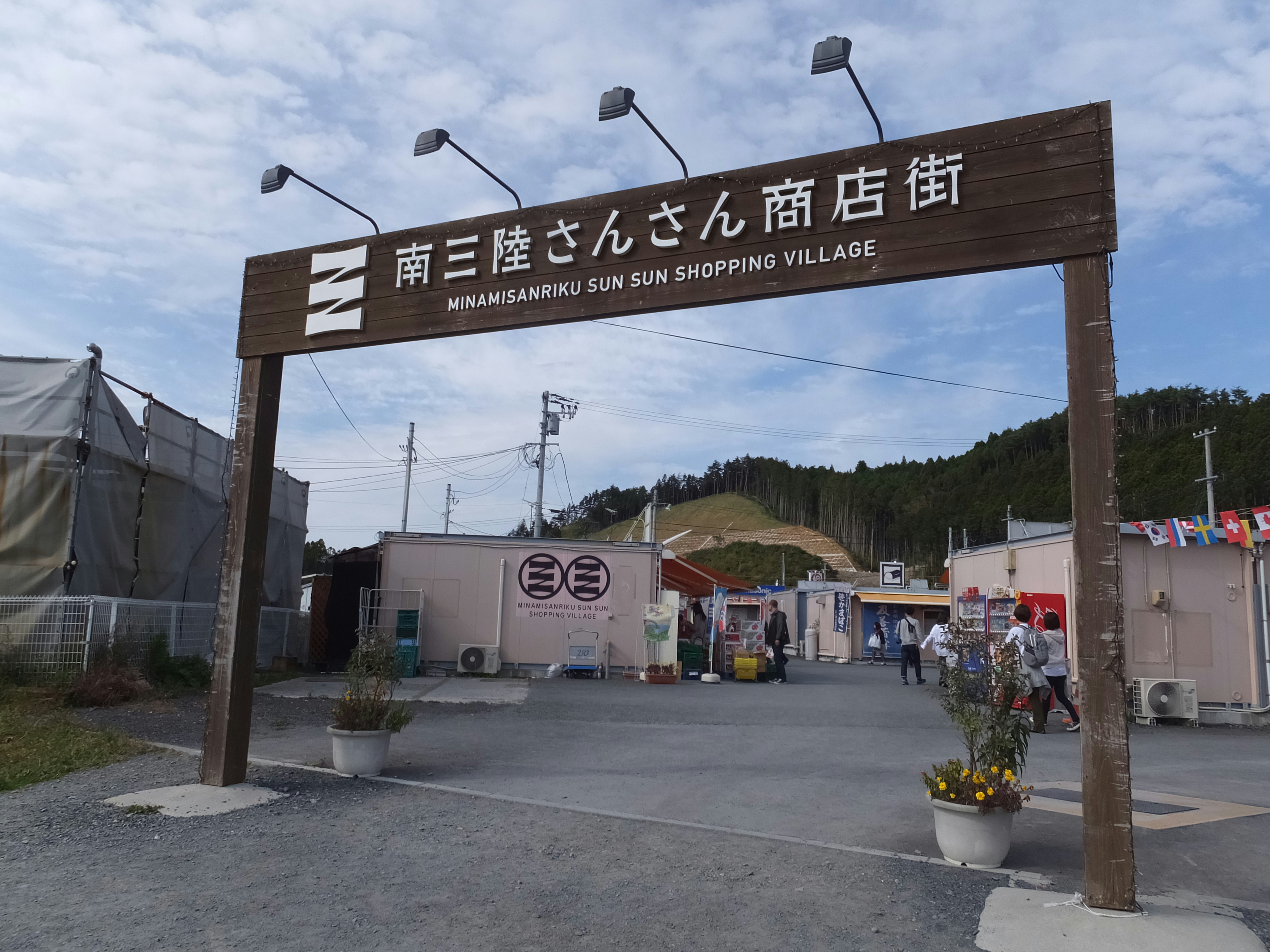
仮設時代

- 2012年（平成24年）2月25日：南三陸町志津川字御前下59-1に仮設商店街としてオープン。
- 2014年（平成26年）7月23日：天皇皇后が訪問[3]。
- 2016年（平成28年）
  - 7月6日：本設商店街の起工式を開催[4]。
  - 12月31日：この日の営業をもって仮設商店街閉鎖[1]。
- 2017年（平成29年）3月3日：本設商店街が開業。設計は隈研吾[5]。
- 2020年（令和4年）10月1日：道の駅さんさん南三陸が開業、当商店街はその一施設となる[2]。

## 所在地・アクセス
宮城県本吉郡南三陸町志津川字五日町201番地5
- JR東日本気仙沼線BRT 志津川駅下車すぐ[7]
  - ミヤコーバスの仙台 - 南三陸線もBRT志津川駅に停車する。
- 三陸沿岸道路志津川インターチェンジから5分[7]
- 駐車場（無料）：普通車300台・バス9台[8]

## 周辺
- 南三陸311メモリアル - 当商店街と並び、道の駅さんさん南三陸を構成する施設のひとつ。
- モアイ像 - 震災後にチリ・イースター島から贈呈されたもので、イースター島の石で彫られたモアイとして初めて島外に渡った1体。また眼の入っているモアイとしては世界に2体しかないうちの1体である[9]。
- 南三陸町震災復興祈念公園 - 八幡川を挟んで隣接。人道橋を介してアクセス可能[10]。
  - 旧防災対策庁舎

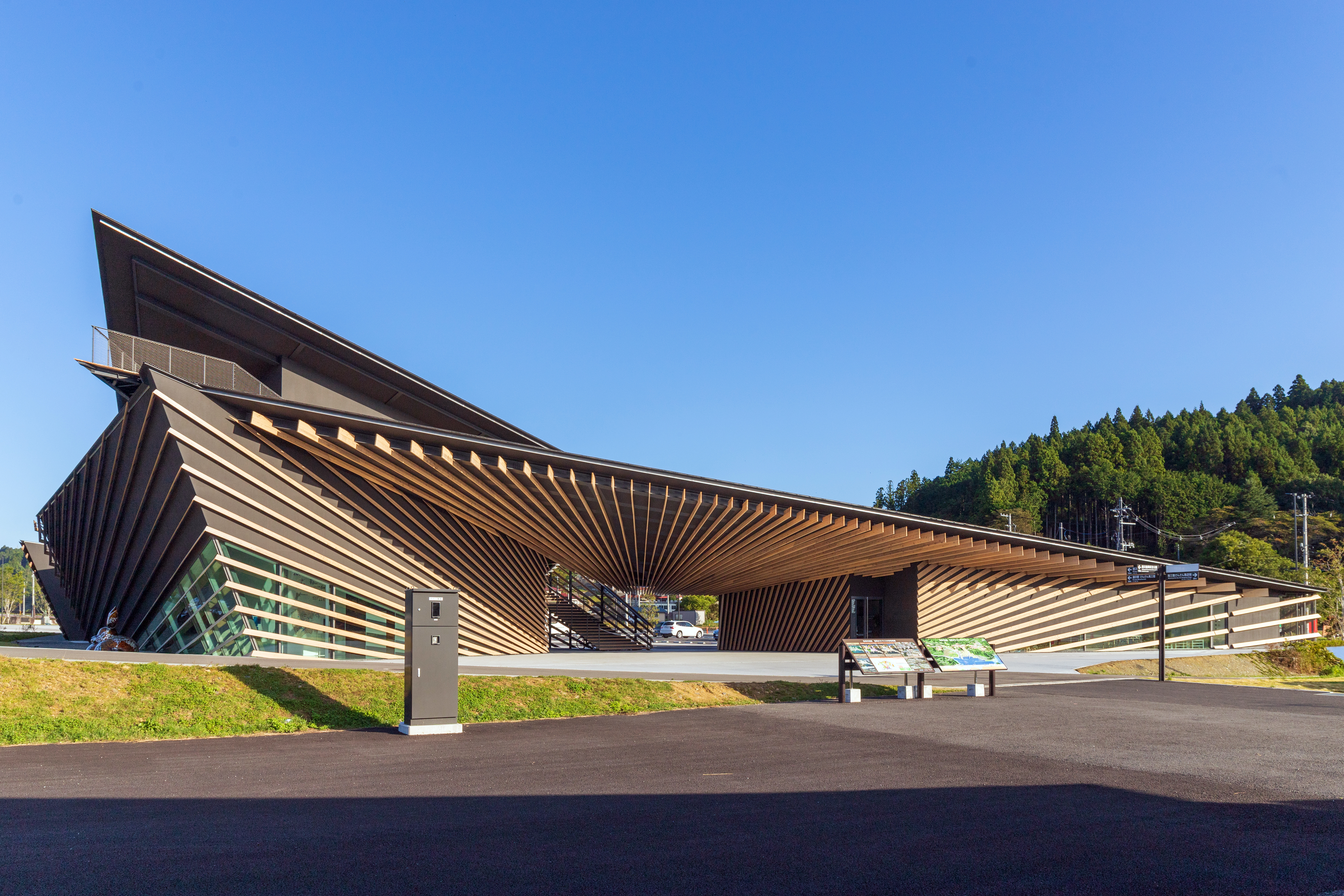
南三陸311メモリアル
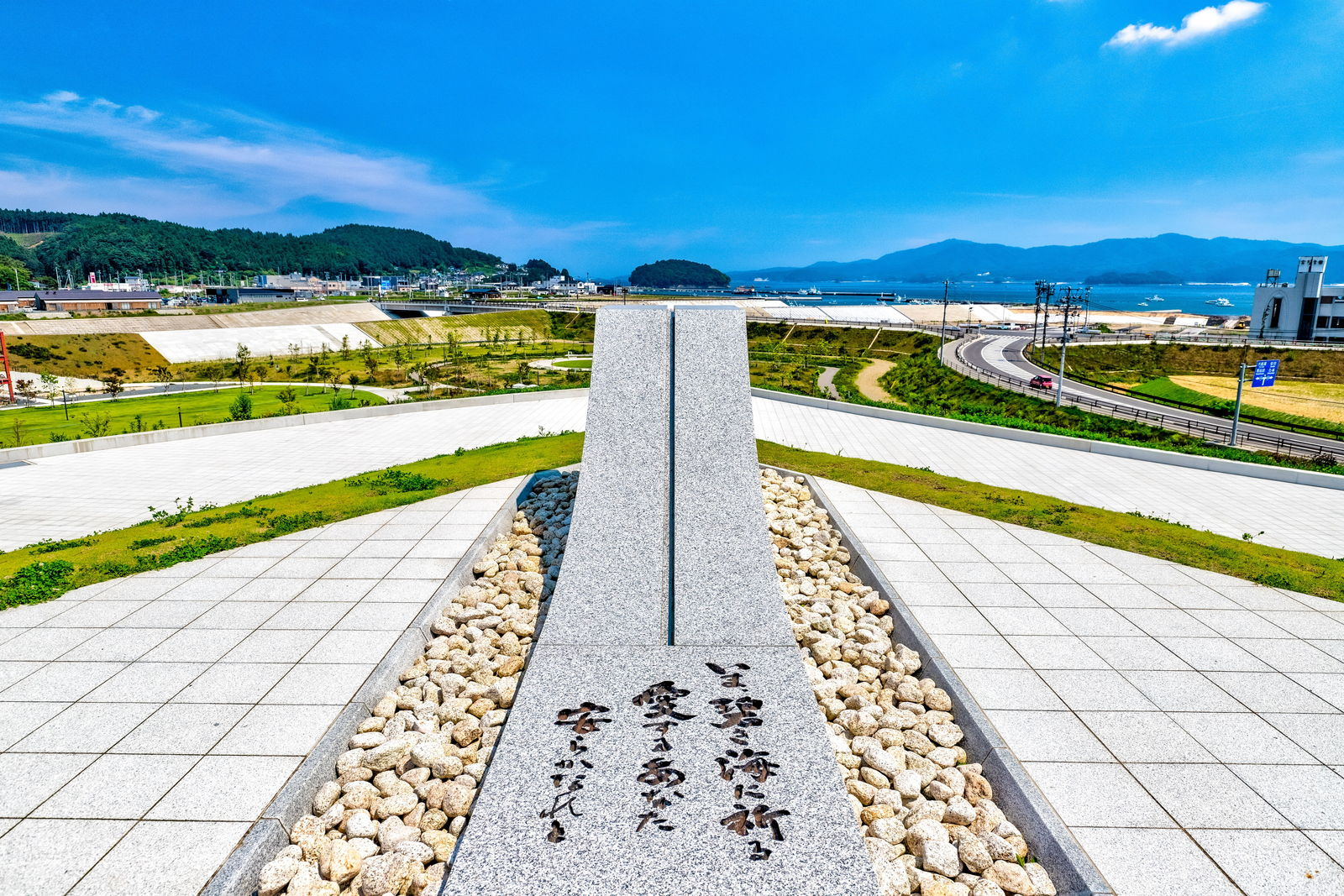
南三陸町震災復興祈念公園
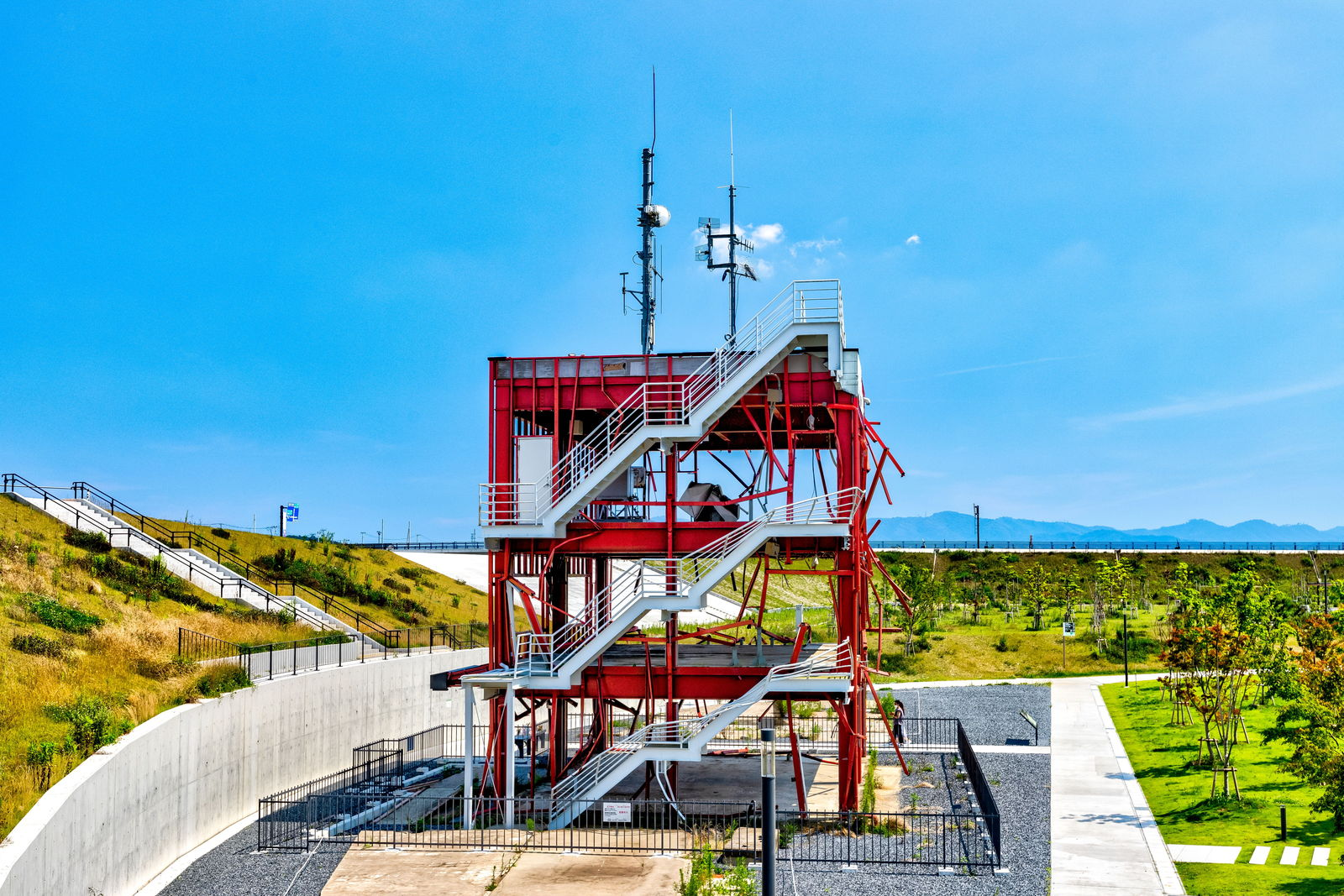
南三陸旧防災対策庁舎